# Oreoglanis infulatus
Oreoglanis infulatus är en fiskart som beskrevs av Ng och Jörg Freyhof 2001. Oreoglanis infulatus ingår i släktet Oreoglanis och familjen Sisoridae. IUCN kategoriserar arten globalt som livskraftig. Inga underarter finns listade i Catalogue of Life.